# Google Domains
Google Domains是一个由Google运营的域名注册商。
Google Domains提供域名注册、DNS托管服务、动态DNS、域名转址和电子邮件转发。它为Google Cloud DNS和Google Workspace提供了本地集成支持。它还提供一键式DNS配置，将域名与Blogger、Google协作平台、Squarespace、Wix.com、Weebly、Bluehost、Shopify和Firebase连接起来。它支持域隐私、自定义名称服务器和DNSSEC。
Google Domains的域名注册服务得到了ICANN的认可--ICANN分配给谷歌的IANA号码是895。
Google早在2005年就成为了一个域名注册商。Google Domains于2015年1月13日以测试模式公开推出，测试阶段于2022年3月15日结束。截至2022年2月4日，它支持超过300个顶级域。
2022年3月15日，Google宣布Google Domains正式退出测试。
2023年9月7日，Squarespace 收購了 Google Domains 的所有網域註冊和相關客戶帳戶，Google 不再提供新網域註冊。